# Hanami (nakladatelství)
Hanami je polská firma specializující se na zprostředkovávání polsko–japonských kontaktů. Od roku 2006 začalo fungovat jako nakladatelství mangy a od roku 2010 rozšířilo svou působnost i na Česko.
V letech 2010 až 2011 vydalo v češtině následujících pět titulů: Kniha větru, Nebeský orel, Město světel, Balzamovač a Myšlenky smyšlenky. Poté nevydalo v Česku již žádnou publikaci.